# Syringosoma pennipes
Syringosoma pennipes är en tvåvingeart som beskrevs av Townsend 1917. Syringosoma pennipes ingår i släktet Syringosoma och familjen parasitflugor. Inga underarter finns listade i Catalogue of Life.